# Plymouth Pronto Spyder
Der Plymouth Pronto Spyder war ein US-amerikanisches Konzeptfahrzeug, das 1998 vorgestellt wurde. Angetrieben wurde der zweitürige Roadster von einem turbogeladenen 2,4 L, 225 PS (168 kW) 4-Zylinder Mittelmotor mit Fünfgang-Schaltgetriebe.
Der vom Design her an europäischen Roadstern orientierte Pronto Spyder besaß statt aus Stahl ein leichtgewichtiges, aus recycleten Materialien wie PET hergestelltes Fahrzeugchassis. Damit wog der Wagen nur rund 1225 kg (2700 lb). Der Innenraum war mit Sprühfarbe in Rot gefärbt und mit einem retro-gestylten “Schildkröten-Panzer” Lenkrad, das später beim Chrysler 300C genutzt wurde, ausgestattet.

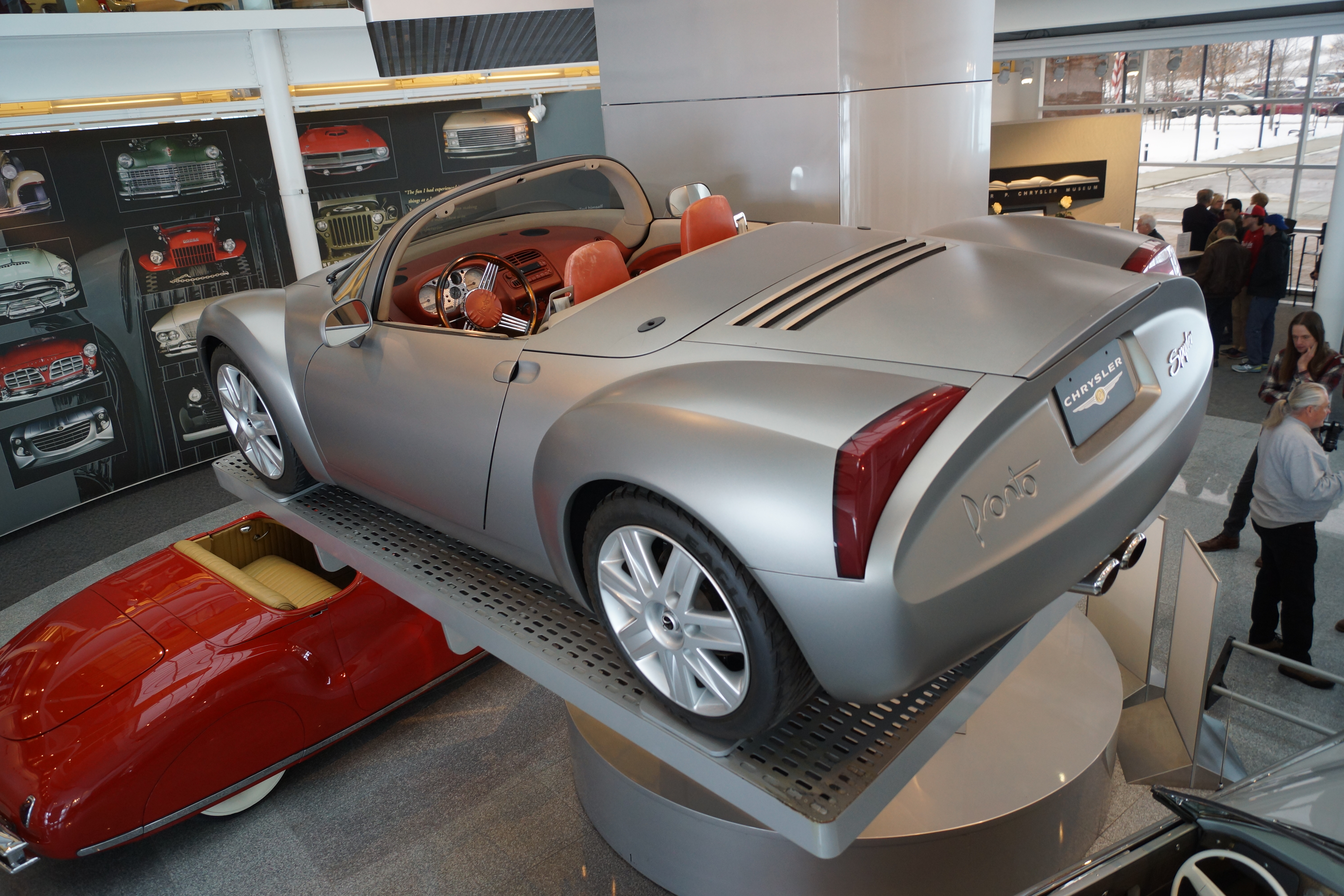
Heckansicht des Plymouth Pronto Spyder 1998

Um in Produktion gehen zu können, hätte das Konzept u. a. Sicherheitsvorschriften erfüllen, eine bessere Steifigkeit der Karosserie (die A-Säule hätte überarbeitet werden müssen), Federwegfreiheit für das Radhaus und Rückspiegel aufweisen müssen.
Nach der Auflösung der Marke Plymouth im Jahr 2001 führte Chrysler dieses Projekt nicht weiter, somit wurde der Pronto Spyder nie serienmäßig produziert.